# سد برادیشر
سد برادیشر (به لاتین: Brădișor Dam) یک سد در رومانی است که در  Brădişor  واقع شده‌است.